# 車上主体列車制御システム
車上主体列車制御システム（しゃじょうしゅたいれっしゃせいぎょしすてむ）は、東日本旅客鉄道（JR東日本）が開発し、2018年（平成30年）11月現在、同社の仙石線・埼京線で運用中のATACS（列車制御システム）をベースとし、西日本旅客鉄道（JR西日本）が開発・試験中である無線式の総合列車制御システムである。
実運用上は既存のATCと同様の動作をするため、一般に無線式ATC（無線式 制御装置）とも呼ばれている。

## 開発目的
現在、在来線に設置しているATS（自動列車停止装置）は、信号機が停止を示している場合に運転士に警報を発する他、即時停止地上子が設置されている信号機を冒進した場合は自動的にブレーキがかかる仕組みになっており、列車同士の衝突など重大な事故を防ぐために安全上重要な装置である。
しかし、上記以外の事象にも視野を広げると、臨時で速度制限を行う場合などの突発事象に対するブレーキ操作をはじめ、運転士の注意力に頼る部分も多いのが現実である。
一方、将来にわたり鉄道インフラの維持を図るための要員確保の問題や、人口減少に伴う運輸収入の減少が予想されていることから、鉄道事業を少ない要員で低コストに運営できるよう、鉄道オペレーションの革新への取り組みが必要になりつつある。
以上を踏まえ、列車制御に無線技術を活用することで従来以上に安全性を向上させ、地上設備の簡素化を両立させることが可能なシステムとして開発が進められている。

## システム機能
- 車内信号機能
信号を運転士画面に表示し、信号制限速度以下に制御する機能（常設信号機はなくなる）
- 踏切支障報知装置押下時、踏切障害物検知装置作動時緊急防護機能
踏切の非常ボタンが押下されたとき車両装置にその旨を伝達し、制御する機能（同時に運転士画面にその旨が通知される）
- 列車非常停止警報装置押下時緊急防護機能
駅内の非常ボタンが押下されたとき車両装置にその旨を伝達し、制御する機能（同時に運転士画面にその旨が通知される）
- 固定速度制御機能
カーブなど常に速度制限がある場所での速度制限を運転士に通知し、制御する機能（運転士画面に許容速度が表示される）
- 臨時速度制御機能
気象状況や工事、設備故障等により臨時に速度制限を必要する場合に、運転士にその旨を通知し、制御する機能（運転士画面に理由や許容速度が表示される）
- 誤通過防止制御機能
停車駅（運転停止も含む）までの距離を表示し、停車可能速度を運転士画面に表示の上、制御を行い誤通過を防止する機能
- 閉塞制御機能
列車間隔を制御する機能
- 無線異常時緊急停止機能
無線に異常があった際（例えば3秒間無線通信が途絶した場合）に列車を緊急停止させる機能
- 列車分割・併合制御機能
安全かつ速やかに列車の分割・併合を制御する機能

## 導入予定区間
- 和歌山線 和歌山駅 - 橋本駅

2023年春から一部列車に対して、2024年春から全列車に対して導入完了予定だったが、2022年2月18日に現行の計画を見直し、新しい技術を取り入れた無線による保安システムの導入を目指すことになった。

## 導入予定車両
- 227系1000番台（吹田総合車両所日根野支所新在家派出）

## 試験区間・選択理由
- 吹田総合車両所構内
実線区での試験の前に、基本的な機能試験を行う。
- 山陰本線:京都駅 - 園部駅 （区間愛称名：嵯峨野線）
トンネルや山・川が多く、無線の電波状態が不安定な場合に送受信に影響が出ないか試験するのに適していること、一日の運行本数が少ないため臨時列車を乗り入れしやすいことから選定された。

## 試験車両
「U@tech」（ユーテック）（クヤ212-1・サヤ213-1・クモヤ223-9001の3両編成）